# Шахровское сельское поселение
Шахровское сельское поселение — муниципальное образование в составе Омутнинского района Кировской области России.
Столица — посёлок Шахровка.

## История
Шахровское сельское поселение образовано 1 января 2006 года согласно Закону Кировской области от 07.12.2004 № 284-ЗО.

## Население
| 2010 | 2012 | 2013 | 2014 | 2015 | 2016 | 2017 |
| ---- | ---- | ---- | ---- | ---- | ---- | ---- |
| 446  | ↘411 | ↘381 | ↘361 | ↘331 | ↘319 | ↘294 |
| 2018 | 2019 | 2020 | 2021 |      |      |      |
| ↘273 | ↘249 | ↘233 | ↘145 |      |      |      |

## Состав
В поселение входят 3 населённых пунктов (население, 2021):
- посёлок Шахровка — 192 чел.;
- деревня Малая Малаговская — 24 чел.;
- посёлок Струговский — 81 чел.